# 香芝旭ヶ丘ニュータウン
香芝旭ヶ丘ニュータウン（かしばあさひがおかニュータウン）は、奈良県の北西部、香芝市に位置するニュータウン。なお、高山台ニュータウンについても当項で記す。

## 概要
香芝旭ヶ丘ニュータウンは、東側に国道168号が接しており、北方約800mには西名阪自動車道の香芝インターチェンジが設置されている。
大阪のベッドタウンとして、人口増加が著しく、およそ1700世帯（6400人）が住んでいる。
また、旭ヶ丘という地名は、志都美村南西部を農地開拓するために開拓農業協同組合設立の折、朝日を仰ぐ東斜面であったために組合員が名付けたという。
2009年（平成20年）5月には、4丁目に自治会館が完成。
過去には旭ヶ丘という表記ではなく、上中や今泉、穴虫に分かれて複雑であったが、2004年（平成16年）の2月に新町名「旭ヶ丘○丁目」に統一されるようになった。
また、高山台ニュータウンは、香芝旭ヶ丘ニュータウンよりも新しく出来たニュータウンである。過去は荒れ地だった。近鉄不動産が「香芝オークヒルズ」という名称で宅地を分譲している。
- 旭ヶ丘ニュータウン
旭ヶ丘1丁目から5丁目
- 高山台ニュータウン
高山台1丁目から3丁目

## 交通
- 国道168号
- 中和幹線
- 近鉄下田駅
- 近鉄二上駅
- 近鉄二上山駅
- JR香芝駅
- JR志都美駅